# Sinchis
Los Sinchis, por su lugar de entrenamiento también llamados Sinchis de Mazamari, son una unidad paracaidista de la Policía Nacional del Perú (PNP) especializada en la lucha contrainsurgente y antinarcóticos. Fueron una unidad emblemática de la Guardia Civil del Perú desde su creación el 21 de junio de 1965, como la 48.ª Comandancia de la Guardia Civil del Perú, hasta la integración policial en 1988. En la lucha contra el grupo terrorista Sendero Luminoso entre los años 1980 y 1990 los Sinchis desempeñaron un papel importante.

## Etimología
En todas las lenguas quechuas, la palabra sinchi es muy frecuente y tiene el significado “duro, resistente, recio, fuerte, valiente”. En el quechua ayacuchano, su significado principal es “abundante” o, como adverbio sinchita, “bastante". Se aplica tanto a personas como a cosas o condiciones, y por eso puede significar también “enorme, grande”. Por ejemplo, la frase Wamanga llaqtaypi sinchi sinchi llaki (en la canción Ofrenda de Carlos Falconí Aramburú) quiere decir, “en mi pueblo de Huamanga hay enormes penas”. Puede también significar “guerrero” o “soldado”, sobre todo en el contexto de los Incas. El plural quechua es sinchikuna.

## Historia

### Creación (1965)
La 48.ª Comandancia de la Guardia Civil del Perú - "Los Sinchis" fue creada el 21 de junio de 1965 durante el primer gobierno de Fernando Belaúnde Terry en la localidad de Mazamari, provincia Satipo, en la región Junín, en la Selva peruana. En aquel tiempo el movimiento insurgente MIR liderado por Luis de la Puente Uceda estaba operando en la provincia de Satipo. Los Sinchis fueron entrenados por los Boinas Verdes, fuerzas especiales del Ejército de los Estados Unidos y financiados enteramente por los Estados Unidos. En 1966 las Fuerzas Armadas del Perú consiguen derrotar a los guerrilleros. Se ha afirmado tendenciosamente que Los Sinchis no fueron bienvenidos en Lima por los militares peruanos quienes les prohibieron marchar por las calles de la capital, sin embargo con motivo del día de la Guardia Civil del Perú, celebrado el 30 de agosto de 1965, Los Sinchis desfilaron en el Campo de Marte de Lima junto con las demás Unidades de la Guardia Civil del Perú. 

### Juan Velasco Alvarado y la Rebelión de Huanta (1969)
Después del golpe de Juan Velasco Alvarado, los Sinchis ya no recibían apoyo estadounidense. Sin embargo, en 1969 la dictadura militar los envió a Huanta en el departamento de Ayacucho para develar una rebelión de estudiantes contra la imposición de un cobro de por lo menos cien soles a los que reprueben un curso. En la llamada Rebelión de Huanta fueron asesinados unos veinte estudiantes y campesinos por los Sinchis y otras fuerzas policiales por lo que la dictadura de Velasco derogó el decreto. La canción Flor de Retama cuenta esta historia.

### Incidente de San Juan de Ondores
El 5 de setiembre de 1979, campesinos de la comunidad de San Juan de Ondores (Distrito de Ondores, Provincia de Junín, Departamento de Junín) ocuparon las tierras del fundo Atocsaico, que había sido tomado por la corporación Cerro de Pasco Copper Corporation en 1926 y en la Reforma Agraria de 1969 no fue devuelto a la comunidad sido entregado a la Sociedad Agrícola de Interés Social (SAIS) Túpac Amaru, aunque en 1963 un tribunal había anulado la venta de Atocsaico. Los campesinos exigieron la restitución de las tierras a la comunidad. El 18 de diciembre de 1979, el gobierno de Francisco Morales Bermúdez envió 300 Sinchis que obligaron a los campesinos a desalojar las tierras estatales. Estos últimos respondieron con piedras. Los Sinchis abrieron fuego resultando dos campesinos muertos, unos 15 heridos y 44 detenidos.

### Despliegue contra Sendero Luminoso durante el segundo y último gobierno no consecutivo de Belaunde
El 12 de octubre de 1981, cuando la organización maoísta del Sendero Luminoso había atacado el puesto policial de Tambo en la provincia de La Mar en Ayacucho, el presidente Fernando Belaúnde Terry declaró el estado de emergencia en Ayacucho y envió a 193 policías, entre ellos 40 Sinchis, a Ayacucho. Los Sinchis tenían su cuartel en la ciudad de Huamanga, donde nunca hubo más de 120 de ellos. Sin embargo, en sus helicópteros llegaban muy rápido a los poblados de la región, nunca más de nueve hombres.
Casi todos los Sinchis no hablaban la lengua de la población campesina de la región, el quechua ayacuchano, ni conocían su cultura. Según los testimonios guardados por la Comisión de la Verdad y Reconciliación, los Sinchis cometieron muchos abusos a los derechos humanos.

### Matanza de Chalcos (1982)
En septiembre de 1982 los Sinchis llegaron en dos helicópteros a Chalcos en la Provincia de Sucre, se presentaron como protectores contra los terroristas del Sendero Luminoso y organizaron actividades deportivas.

### Matanza de Uchuraccay
En enero de 1983 Sinchis entraron a la comunidad de Uchuraccay. Unos días después, el 26 de enero de 1983, los comuneros mataron a ocho periodistas y otras dos personas, creyendo que eran terroristas. En los meses siguientes, la protección sobre el pueblo disminuyó, y el mismo fue abandonado de a pocos, debido a la presión ejercida por Sendero Luminoso, quedando en total soledad hasta después de la pacificación nacional.

### Matanza de Socos (1983) y su enjuiciamiento
Una de las atrocidades más conocidas fue la masacre de Socos (o Soccos; en quechua: Suqus o Soqos), una comunidad en la provincia de Huamanga, en la cual fueron asesinados 32 hombres, mujeres y niños el 13 de noviembre de 1983 por una unidad de Sinchis.
El 8 de febrero de 1984 fue abierto el proceso penal por el Primer Juzgado de Huamanga por homicidio calificado y tentativa de homicidio, y el 15 de julio de 1986 fue dictada la sentencia condenatoria contra once encausados, entre ellos seis Sinchis, por el asesinato de los 32 habitantes de Socos y por tentativa de homicidio, mientras que 15 acusados fueron absueltos. Los sujetos fueron condenados a penas de cárcel entre 10 y 25 años, pero el primero salió el 1 de diciembre de 1988, el último el 17 de junio de 1991, con libertad condicional. El teniente de la Guardia Civil Luis Alberto Dávila Reátegui, condenado a no menos de 25 años, salió por semilibertad el 5 de abril de 1991.

### Despliegue en el valle del Ene
En 1989 Sendero Luminoso empezó a infiltrar el valle del río Ene en la Provincia de Satipo en el Departamento de Junín. La Administración para el Control de Drogas (DEA) y las Boinas Verdes tomaron la misión de Cutivireni en el Distrito de Río Tambo de la Provincia de Satipo, donde vivían unos 700 Asháninkas con misioneros franciscanos, como base militar para combatir los terroristas y los narcotraficantes. Unos Ashaninkas abandonaron la misión y se juntaron con Sendero Luminoso, mientras que otros comenzaron a luchar con los Sinchis contra la guerrilla. Muchos Ashaninkas de ambos bandos cayeron. 169 Asháninkas bajo la dirección del padre Mariano Gagnon fueron trasladados a Kirigueti, una localidad machiguenga en el valle del Urubamba.

## Folklore
Debido al conflicto armado, los sinchis, “altos, blancos, parecidos a estadounidenses, uniformados y camuflados”, se volvieron para los campesinos quechuas una fuerza de ocupación.
Ya después de la matanza de Huanta en 1969 el profesor ayacuchano Ricardo Dolorier escribió en su canción «Flor de Retama»: Por Cinco Esquinas están, los Sinchis entrando están, van a matar estudiantes huantinos de corazón. Aunque esta canción fue cantada también por Sendero Luminoso ahora es parte del folklore de Ayacucho.
También en huaynos quechuas los sinchis sirven como símbolo de la violencia: Chuqipukyu kinraytañas sinchikuna hamuchkan, Putuqunay llaqtatañas sinchikuna yaykuchkan. Hakuyá paniy ripusun ama balapi wañuspa, hakuyá wawqiy ripusun ama balapi wañuspa (“Al lado de Chuquipuquio los Sinchis están llegando, al pueblo de Putucunay los Sinchis están entrando. ¡Vámonos hermanita para no morir en la lluvia de balas! ¡Vámonos hermanito para no morir en la lluvia de balas!”).

### Los Sinchis hoy
- Nueva graduación de Sinchis. Andina del Perú para el Mundo, 5 de enero de 2015.
- Asociación de los Sinchis, sitio oficial

### Historia
- Informe Final de la Comisión de la Verdad y Reconciliación: Fuerzas policiales. Lima 2003.
- Informe Final de la Comisión de la Verdad y Reconciliación: 2.7. Las ejecuciones extrajudiciales en Socos (1983). Lima 2003.

- Datos: Q28659301
- Multimedia: Los Sinchis / Q28659301